# Fortunella (film)
Pour les articles homonymes, voir Fortunella.
Pour plus de détails, voir Fiche technique et Distribution.
Fortunella est un film franco-italien réalisé par Eduardo De Filippo, sorti en 1958.

## Synopsis
À Rome, Fortunella (Giulietta Masina), une chiffonnière un peu lunaire, vit dans la misère avec Peppino (Alberto Sordi), un personnage sordide qui l'exploite sans vergogne, et dont elle est tout à la fois la maîtresse, la domestique, l'associée et le souffre-douleur. Quand il est condamné pour l'un de ses trafics, c'est elle qu'il dénonce et envoie en prison à sa place. Malheureuse, Fortunella subit et vit dans ses rêves : elle est persuadée d'être la fille illégitime du Prince Guidobaldi. Mais lorsque Peppino tente d'imposer l'une de ses maîtresses dans leur logis, elle se rebelle, s'enfuit et rencontre un personnage fantasque, le Professeur, puis une troupe de comédiens ambulants.

## Fiche technique
- Titre : Fortunella
- Réalisation : Eduardo De Filippo
- Scénario : Eduardo De Filippo, Federico Fellini, Ennio Flaiano, Tullio Pinelli
- Photographie : Aldo Tonti
- Montage : Leo Catozzo
- Musique : Nino Rota
- Décors : Mario Chiari
- Costumes : Maria De Matteis
- Producteur : Dino De Laurentiis
- Sociétés de production : Dino De Laurentiis Cinematografica, Les Films Marceau
- Pays de production :  Italie |  France
- Langage : Italien
- Format : Noir et blanc — 35 mm — Son : Mono
- Genre : Comédie
- Durée : 100 minutes (1 h 40)
- Dates de sortie :
  - Italie : 14 mars 1958
  - France : 1er octobre 1958

## Distribution
- Giulietta Masina (VF : Renée Faure) : Nanda Diotallevi, dite Fortunella
- Paul Douglas : le professeur Golfiero Paganica
- Alberto Sordi (VF : Michel Roux) : Peppino
- Franca Marzi : Amelia
- Eduardo De Filippo : Alexandre Cesare Mattaroni, directeur de la troupe de théâtre ambulante
- Piera Arico (it) : Katya, une actrice de la troupe de théâtre
- Carlo Dapporto : un acteur de la troupe de théâtre
- Mimmo Poli (it) : Orso Bruno, le catcheur
- Nando Bruno : l'organisateur de l'arnaque au jockey
- Carlo Delle Piane : Riccardino
- Enrico Glori : le croupier de la roulette
- Aldo Silvani : le prince Pietro Guidobaldi
- Guido Celano : le concierge du prince
- Riccardo Fellini :

## Production
Le film a été produit par Dino De Laurentiis qui en a confié la réalisation à Eduardo De Filippo. Il a été tourné dans les studios De Laurentiis à Rome. La bande originale, composée par Nino Rota, contient le thème de Fortunella, réutilisé par la suite par Nino Rota (avec un rythme plus lent que la version originale) comme thème principal de la musique du film de Francis Ford Coppola Le Parrain , qui ne put, de ce fait, concourir pour l'Oscar de la meilleure musique de film en 1972.

## Critique
Morando Morandini, dans les pages du quotidien La Notte (it), de Milan écrit le 15 mars 1958 : « C'est un film de Fellini sans Fellini. Le scénario a été écrit par les trois auteurs qui ont produit I vitelloni, La strada, Il bidone, Le notti di Cabiria : Fellini, Flaiano et Pinelli. Avec une musique de Nino Rota qui en arrive ici à se plagier lui-même, une photographie de Tonti, le film réunit autour de Masina un groupe d'acteurs chers à Fellini, Sordi, Silvani, Marzi. Et Fortunella est un personnage qui descend directement de Gelsomina et Cabiria. Des films de Fellini on retrouve le baroque, le pittoresque, la solitude, le manque de communication entre les hommes, l'anarchisme libérateur. Si vous ajoutez que la plus grande partie du film se déroule la nuit, avec une troupe de comédiens ambulants le tableau est complet. Masina lutte avec son personnage s'efforçant de lui donner une âme, mais n'y parvient qu'occasionnellement. Sordi, dans un rôle presque sans précédent, campe avec une puissante intensité un personnage à la solidité levantine ... »
Dans Le Monde du 21 octobre 1958, Jean de Baroncelli écrit une critique très similaire : "Fortunella c'est Fellini sans Fellini. Tout est "fellinien" (...) dans ce film : le scénario, que Fellini a signé avec ses deux collaborateurs, Ennio Flaiano et Tullio Pinelli ; le personnage principal, sœur ou cousine de Gelsomina et de Cabiria, qu'interprète dans son style habituel Giulietta Masina ; le décor, les paysages, cette campagne désolée qui s'étend entre Rome et Ostie, ces maisons abandonnées, ces rues livrées à la nuit ; tout ce menu peuple de comparses, comédiens ambulants, escrocs de pacotille, ivrognes shakespeariens, qui traversent l'œuvre de l'auteur des Vitelloni et du Bidon, oui, tout est fellinien ici, et pourtant l'essentiel manque, qu'aurait sans doute apporté Federico Fellini s'il s'était trouvé lui-même derrière la caméra..."